# Sarzedo (Covilhã)
Sarzedo era una freguesia portuguesa del municipio de Covilhã, distrito de Castelo Branco.

## Localización
Sarzedo se asienta sobre una eminencia de la Sierra de la Estrella, a 14 km de la cabecera del municipio. 

## Historia
Hasta 1836 fue sede de un pequeño municipio, que constaba de esta única freguesia, y en esa fecha fue anexionado al entonces municipio de Valhelhas, en el distrito de Guarda. Cuando en 1855 se extinguió el municipio de Valhelhas, Sarzedo se integró en el de Covilhã.
Fue suprimida el 28 de enero de 2013, en aplicación de una resolución de la Asamblea de la República portuguesa promulgada el 16 de enero de 2013 al unirse con la freguesia de Teixoso, formando la nueva freguesia de Teixoso e Sarzedo.